# فورت اورانخه

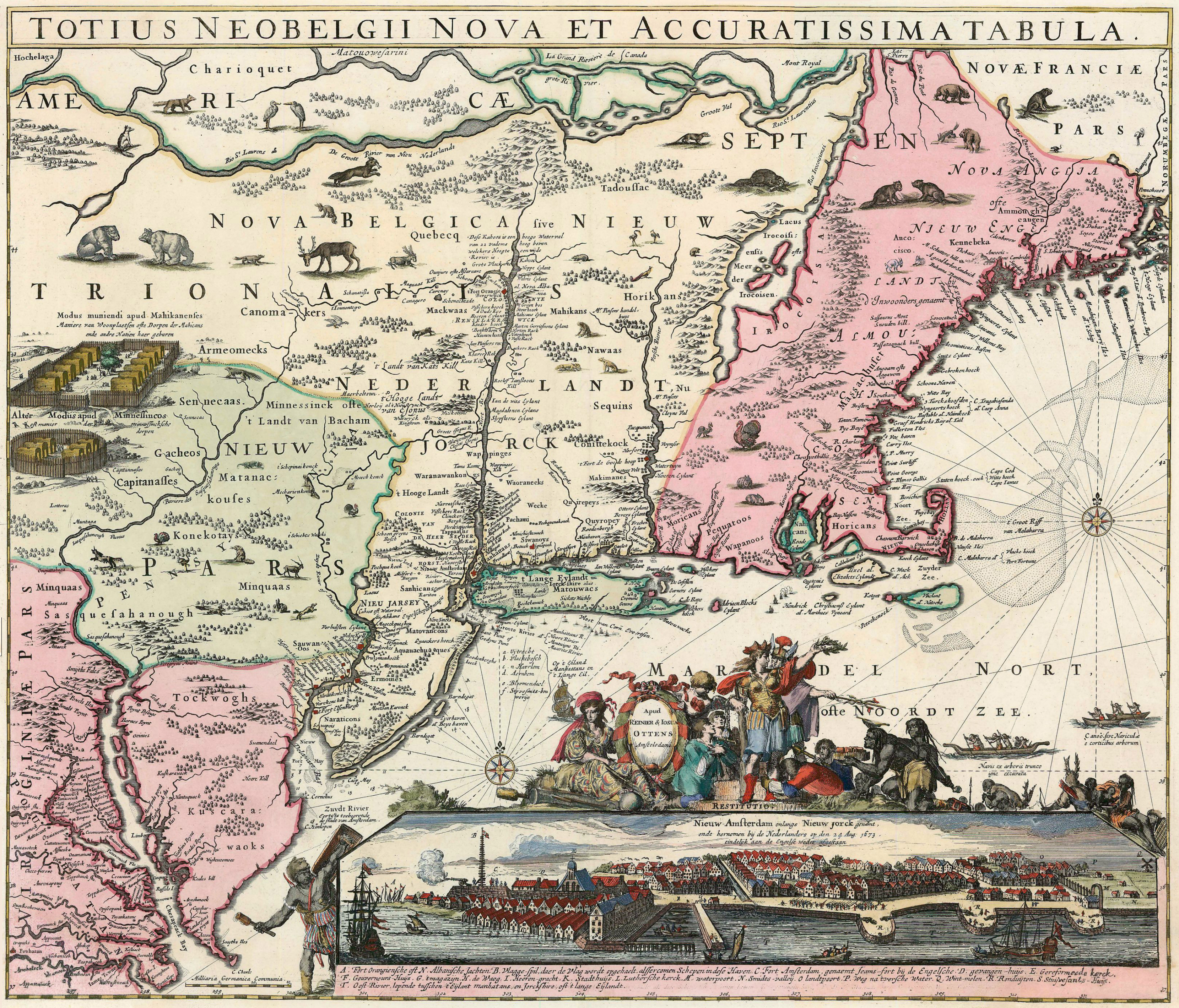
فورت اورانخه

فورت اورانخه (به هلندی: Fort Oranje) نخستین سکونت‌گاه دائمی هلندی درمستعمرهٔ هلند نو بود که در آلبانی، نیویورک کنونی جای‌داشت. این مکان که به افتخار خاندان اورانخه-ناسائو نام‌گذاری گشته بود در سال ۱۶۲۴ به دست شرکت هند غربی هلند بنیاد نهاده‌شد.
در ۱۶۶۴ که انگلیسی‌ها کنترل هلند نو را به دست گرفتند نام فورت اورانخه را هم به فورت آلبانی برگرداندند.